# 스위스-캐나다 관계
캐나다와 스위스는 오랜 외교 관계를 맺고 있다. 양국 모두 프랑코포니와 유엔 회원국이다.

## 역사
1604년, 캐나다 식민지화 당시 프랑스 육군 소속의 스위스 군인들이 누벨프랑스 영토에 도착했다. 초기 도착 이후 캐나다는 스위스 이민자들의 목적지가 되었다. 캐나다에 스위스 최초의 명예 영사관은 몬트리올 (1875년), 토론토 (1906년), 밴쿠버와 위니펙 (1913년)에 설립되었다. 양국은 1945년에 외교 관계를 수립했다. 1947년 스위스는 오타와에 외교 공관을 개설하고 1953년 대사관으로 승격했다. 같은 해 캐나다도 베른에 있는 외교 공관을 대사관으로 승격했다.
캐나다는 아메리카 대륙에서 스위스에게 두 번째로 중요한 경제 파트너이다. 다자 포럼에서 양국이 채택하는 정책은 일치하는 경향이 있어 상호 이익이 되는 협력으로 이어진다. 에어 캐나다, 에델바이스 에어, 스위스 국제항공을 통해 양국 간 직항편이 운항된다.

## 양자 협정
양국은 우호, 통상 및 상호 설립 조약 (1914년); 항공 운송 협정 (1976년); 영화 및 시청각 관계 협정 (1988년); 원자력의 평화적 이용을 위한 협력 협정 (1989년); 형사 문제에 대한 상호 법률 지원 조약 (1995년); 퀘벡주와의 협정을 포함한 사회 보장 협약 (1995년); 범죄인 인도 조약 (1996년); 이중 과세 방지 협정 (1998년)과 같은 여러 양자 협정을 체결했다.

## 상주 외교 공관
- 캐나다는 베른에 대사관을 두고 있다.[2]
- 스위스는 오타와에 대사관을, 몬트리올과 밴쿠버에 총영사관을 두고 있다.[3]

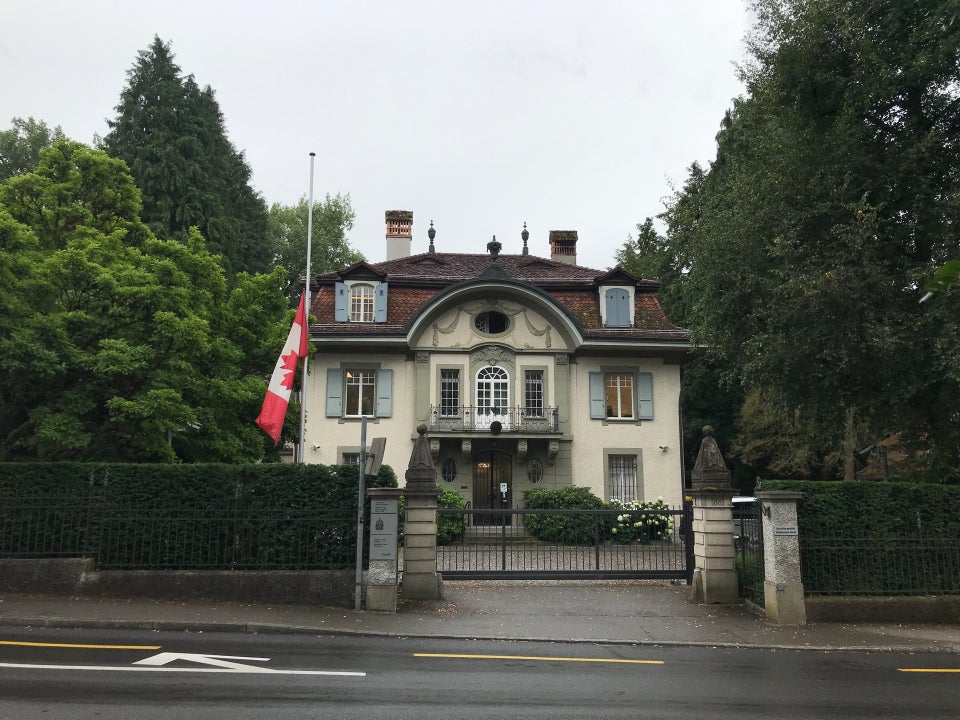
베른 주재 캐나다 대사관
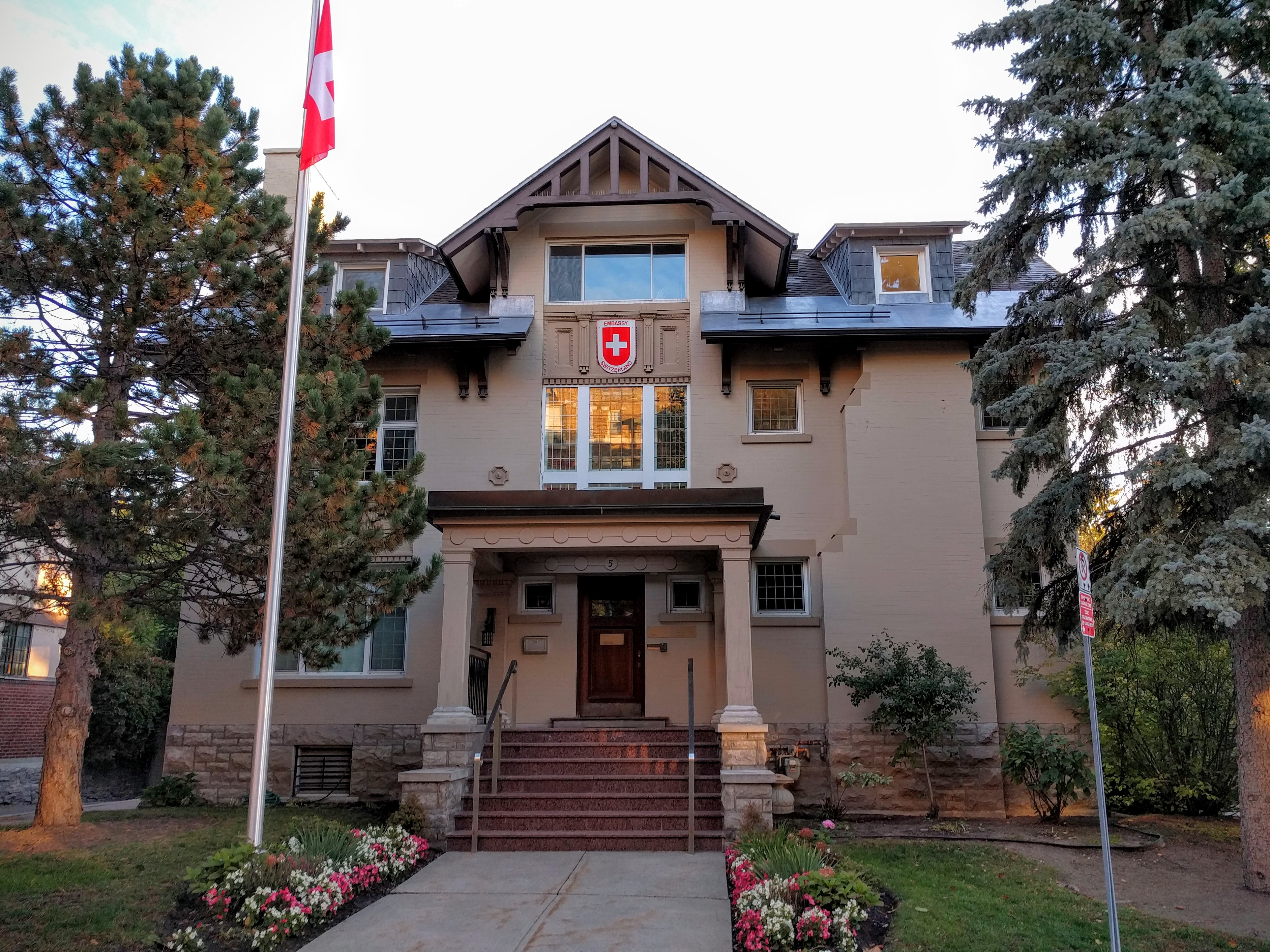
오타와 주재 스위스 대사관
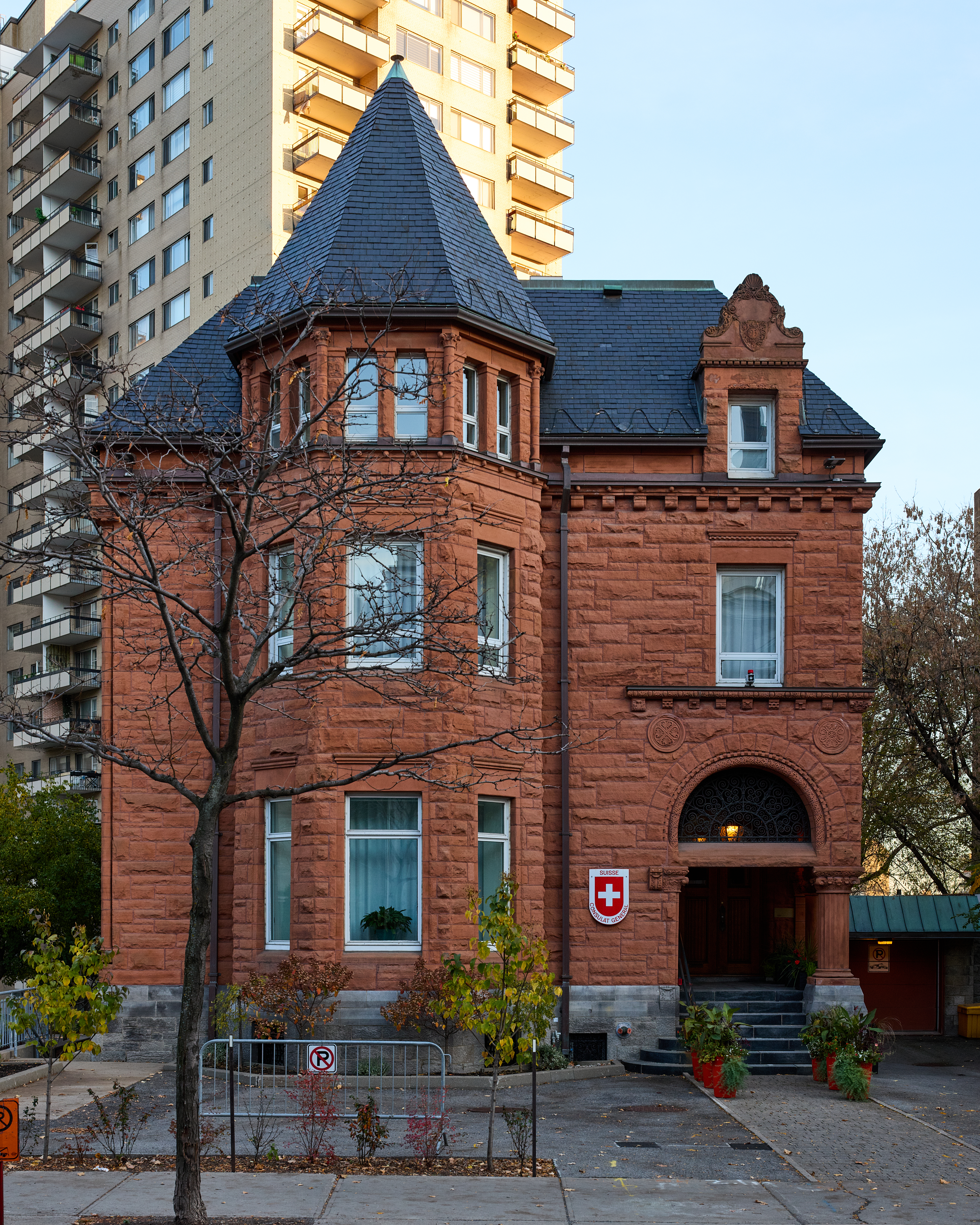
몬트리올 주재 스위스 총영사관

## 같이 보기
- 스위스계 캐나다인